# Astyanax jordani
Astyanax jordani is een straalvinnige vissensoort uit de familie van de karperzalmen (Characidae). De wetenschappelijke naam van de soort is voor het eerst geldig gepubliceerd in 1936 door Hubbs & Innes.
Astyanax jordani is een voorbeeld van een troglobiet, een dier dat permanent in de donkere gedeeltes van grotten leeft. Als aanpassingen aan die omgeving zijn exemplaren van de soort bijna volledig kleurloos en nagenoeg blind. Afhankelijk van de herkomst van de vissen zijn evenwel verschillen merkbaar: bepaalde populaties hebben nog een zeer beperkt gezichtsvermogen, terwijl bij andere de ogen compleet weggeëvolueerd zijn. 
De soort komt uitsluitend voor in grotten in het westen van Mexico. Volgens sommige taxonomen is Astyanax jordani geen soort op zich, maar een ondersoort of variant van de Mexicaanse tetra (Astyanax mexicanus). 